# 24 mai 1997
Le samedi 24 mai 1997 est le 144e jour de l'année 1997.

## Naissances
- Paweł Sendyk, nageur polonais

## Décès
- Daniel White (né le 22 mai 1912), acteur français
- Edward Mulhare (né le 8 avril 1923), acteur américain
- Kinpei Azusa (né le 1er mai 1931), seiyū japonais
- Sepp Weiler (né le 22 janvier 1921), sauteur à ski allemand
- Tal-su Kim (né le 27 novembre 1919), écrivain japonais

## Événements
- Découverte de (14965) Bonk
- Début de la Tournée de l'équipe des Lions britanniques et irlandais de rugby à XV en 1997
- Prise de Mazâr-e Charîf et Chéberghân par les taliban lors de la guerre civile afghane.